# Теократична монархия
Теократическа монархия е форма на държавно управление, където начело на държавата стои църквата (религия). Държавният глава е и глава на църквата, и има неограничена власт. В днешно време тази форма на управление е установена в няколко страни: Светия Престол — градът-държава Ватикан, кралство Саудитска Арабия и т.н.